# Dade megye (Georgia)
Dade megye az Amerikai Egyesült Államokban, azon belül Georgia államban található. Megyeszékhelye és legnagyobb városa Trenton. Lakosainak száma 16 251 fő (2020. április 1.). Dade megye Marion, Jackson, Hamilton, Walker és DeKalb megyékkel határos.

## Népesség
A megye népességének változása:
| Lakosok száma | 16 624 | 16 587 | 16 523 | 16 507 | 16 264 | 16 251 |
|               | 2010   | 2011   | 2012   | 2013   | 2015   | 2020   |